# USS Peleliu (LHA-5)
El USS Peleliu (LHA-5) es un buque de asalto anfibio de la clase Tarawa perteneciente a la Armada de los Estados Unidos, lleva el nombre de la Batalla de Peleliu ocurrida durante la Segunda Guerra Mundial. Originalmente recibiría el nombre de Khe Sanh y luego Da Nang. Fue puesto en grada en los astilleros Ingalls Shipbuilding, Pascagoula, Mississippi el 12 de noviembre de 1976, fue botado el 25 de noviembre de 1978 siendo la madrina del acto la Sra. Peggy Hayward esposa del entonces Jefe de Operaciones Navales Thomas B. Haywar. Fue asignado el 3 de mayo de 1980, siendo su primer Comandante el capitán T. P. Scott.
El 31 de marzo de 2015, fue dado de baja en una ceremonia en la base naval de San Diego

## Historia

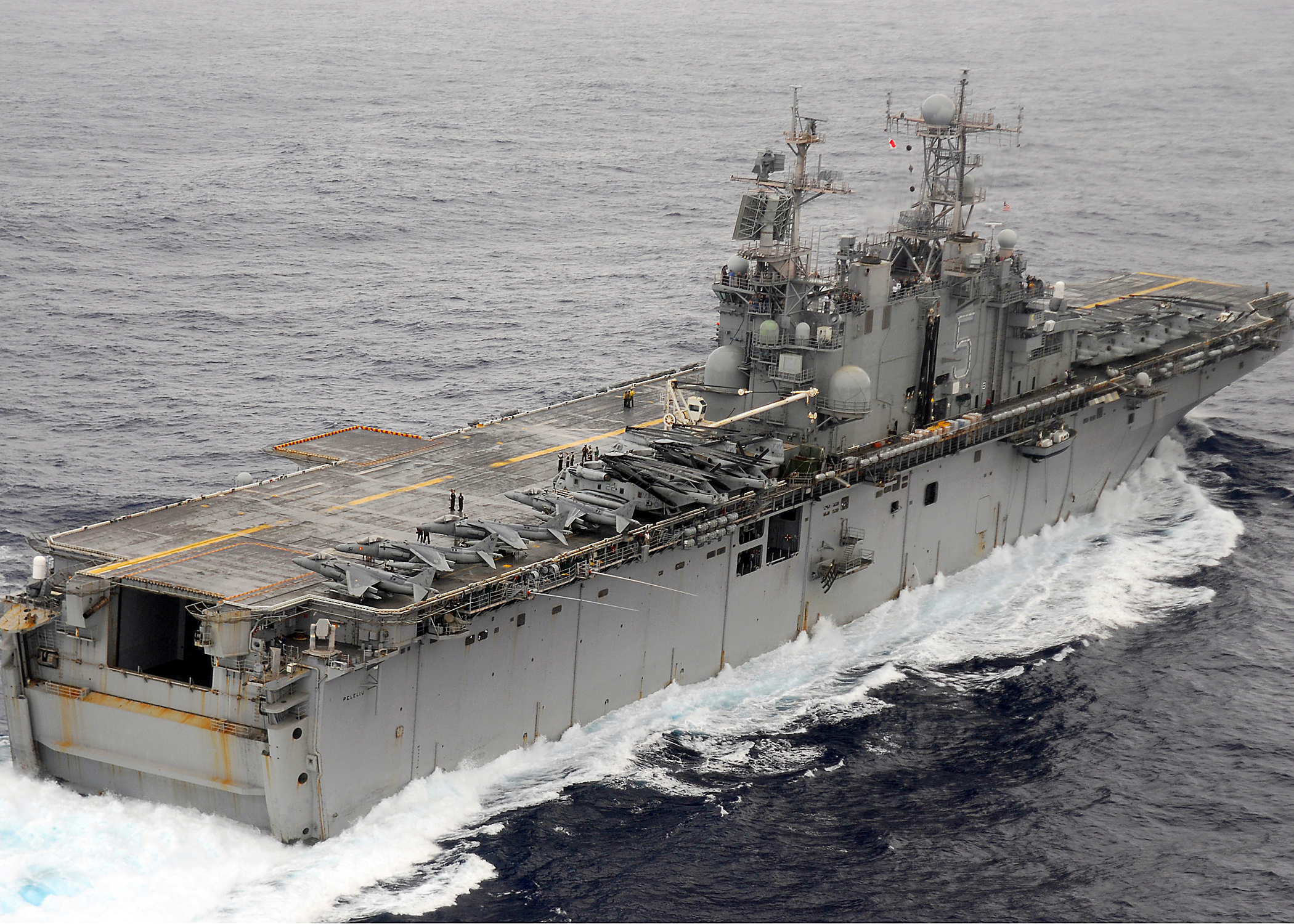
El USS Peleliu con varios aviones y helicópteros en cubierta, año 2008.

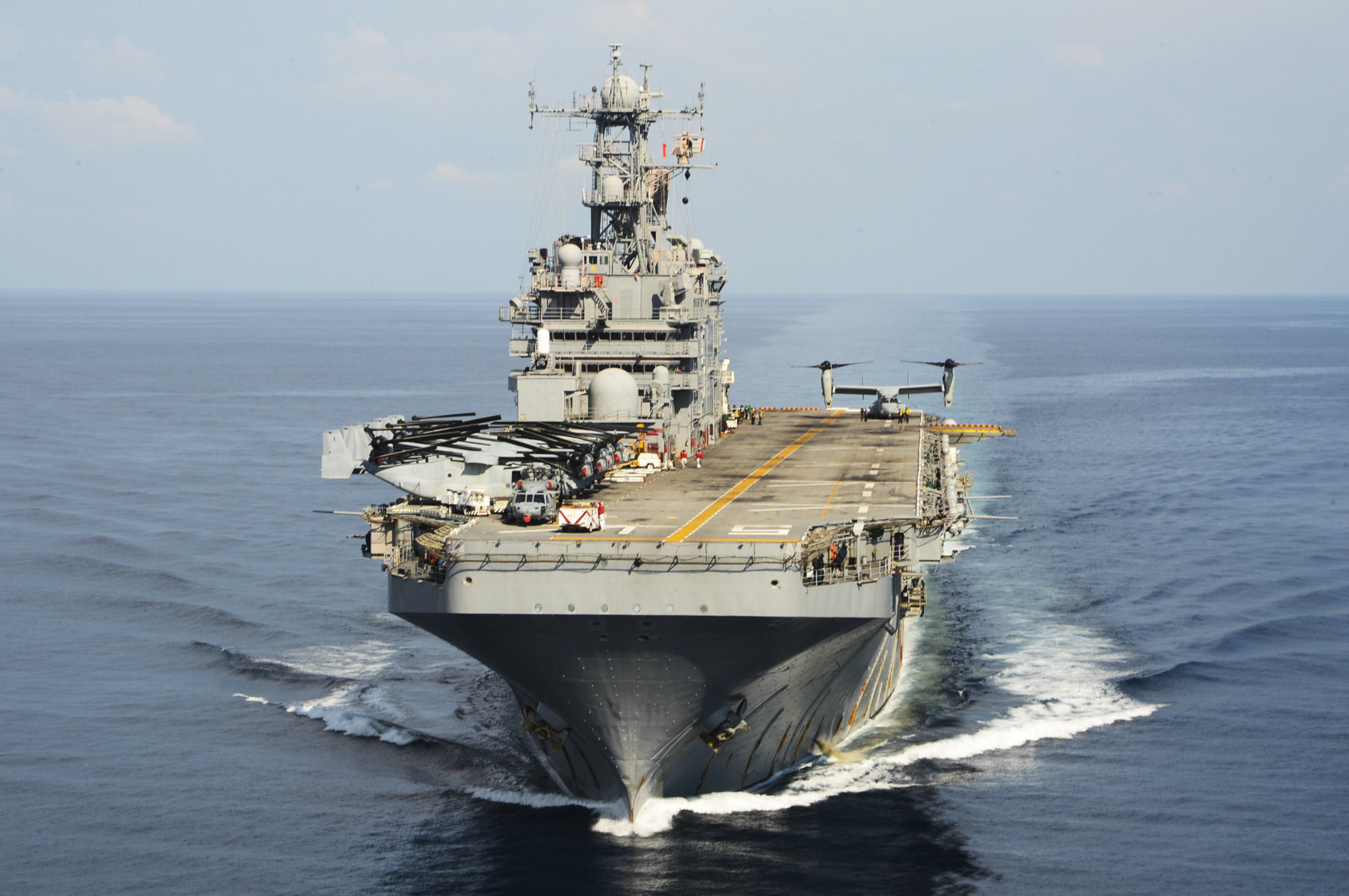
Vista frontal del USS Peleliu, año 2014.

En junio de 1991, mientras regresaba del Golfo Pérsico después de la Operación Tormenta del Desierto, el USS Peleliu participó en la evacuación del personal de la Bahía de Súbic como consecuencia de la erupción del Monte Pinatubo en las Filipinas. Algunos de los evacuados eran pacientes de la sala de maternidad, dando lugar a partos múltiples a bordo del barco. La erupción fue una de la más grande del mundo en los últimos 100 años.
En noviembre de 2001, el USS Peleliu fue el encargado de transportar los primeros Marines con destino Afganistán como parte de Operación Libertad Duradera.[cita requerida]
El 2 de enero de 2004, fue interceptado un buque que transportaba 1300 kg de hachís, y quince personas fueron detenidas por fuerzas marítima estadounidenses y de la coalición en el Mar Arábigo.
En 2008 fue desplegado en apoyo de las operaciones Libertad Iraquí, y Libertad Duradera y operaciones de seguridad marítima. El 10 de agosto de 2008 respondió a una llamada de socorro de un buque mercante, el Gem de Kilakari, que estaba siendo atacado por piratas armados en el Golfo de Adén al norte de Somalia. El ataque se detuvo con éxito y nadie resuló herido.
En agosto de 2010, el USS Peleliu fue enviado al Puerto de Karachi con sus 19 helicópteros para colaborar en las labores de rescate durante las inundaciones en Pakistán. Durante el despliegue, el Comandante del buque, el capitán David Schnell, fue relevado de su mando y reasignado por estar demasiado familiarizado con varias mujeres de la tripulación. El capitán Mark E. Cedrún, jefe de personal del 3.er Grupo Expedicionario de Combate, fue nombrado comandante de la nave.
El 31 de marzo de 2015, en una ceremonia en la base naval de San Diego, fue dado de baja en la Armada y traslado a la reserva de Pearl Harbor, Hawái